# Мортон (Мисисипи)
Мортон (енгл. Morton) град је у америчкој савезној држави Мисисипи.

## Демографија
По попису из 2010. године број становника је 3.462, што је 20 (-0,6%) становника мање него 2000. године.
| Група             | 2000.         | 2010.         |
| Белци             | 1.692 (48,6%) | 1.276 (36,9%) |
| Афроамериканци    | 1.336 (38,4%) | 1.244 (35,9%) |
| Азијати           | 4 (0,1%)      | 5 (0,1%)      |
| Хиспаноамериканци | 454 (13,0%)   | 890 (25,7%)   |
| Укупно            | 3.482         | 3.462         |